# 마상훈
마상훈(馬相訓, 1991년 7월 25일~)은 대한민국의 축구 선수로, 포지션은 수비수이다.

## 구단 경력
순천고등학교 축구부를 졸업하고, K리그 드래프트 2011에 지원하였으나 지명받지 못하였다. 이후 강원 FC의 추가지명을 받고 입단하였다. 그러나 마상훈은 강원 FC에서 한 경기도 출전하지 못하고, K리그 2012 시즌 종료 이후 태국 2부 리그의 빅뱅 쭐라 유나이티드 FC로 이적하였다.
2014년 K리그 클래식 전남 드래곤즈에 입단하며 대한민국 무대로 복귀하였으나, 출전기회를 충분히 받지 못하였다. 2016년 마상훈은 다시 빅뱅 쭐라 유나이티드 FC에 입단하였으며, 당시 BBCU는 타이 프리미어리그에 위치하고 있었다.
2018년 1월 10일 K리그 챌린지의 수원 FC에 입단하였다.
군 제대 후인 2020년 1월, K리그1의 성남 FC로 이적했다.